# 시모카와정
시모카와정(일본어: 下川町)은 일본 홋카이도 가미카와 지방 북부의 가미카와군에 있는 정이다.
지명은 아이누어로 정내를 흐르는 나요로강의 지류인 시모카와판케강의 기슭을 ‘판케·누카난’(パンケ・ヌカナン, 강 하류의 누카난강)으로 칭했던 것에서 유래한다. 이전에는 농림업 및 광업(미쓰비시계 동광, 미쓰이계 금광)으로 번창해 한창 때인 1960년에는 인구가 15,555명에 이르렀지만, 산업 구조의 변화와 함께 인구는 감소하고 있다. 스키 점프가 유명하고 교외에는 4개의 점프대가 있다.

## 지리
홋카이도 북부를 흐르는 데시오강의 지류인 나요로강 상류에 있고 나요로 분지의 동쪽 끝에 위치해 기타미 산지의 경사면이 대부분을 차지한다.

### 기후
| 시모카와정의 기후                                            | 시모카와정의 기후 | 시모카와정의 기후 | 시모카와정의 기후 | 시모카와정의 기후 | 시모카와정의 기후 | 시모카와정의 기후 | 시모카와정의 기후 | 시모카와정의 기후 | 시모카와정의 기후 | 시모카와정의 기후 | 시모카와정의 기후 | 시모카와정의 기후 | 시모카와정의 기후 |
| 월                                                           | 1월               | 2월               | 3월               | 4월               | 5월               | 6월               | 7월               | 8월               | 9월               | 10월              | 11월              | 12월              | 연간              |
| ------------------------------------------------------------ | ----------------- | ----------------- | ----------------- | ----------------- | ----------------- | ----------------- | ----------------- | ----------------- | ----------------- | ----------------- | ----------------- | ----------------- | ----------------- |
| 역대 최고 기온 °C (°F)                                       | 6.4 (43.5)        | 11.3 (52.3)       | 15.1 (59.2)       | 26.6 (79.9)       | 31.9 (89.4)       | 34.0 (93.2)       | 37.3 (99.1)       | 36.2 (97.2)       | 31.5 (88.7)       | 25.1 (77.2)       | 19.8 (67.6)       | 12.4 (54.3)       | 37.3 (99.1)       |
| 일평균 최고 기온 °C (°F)                                     | −3.9 (25.0)       | −2.7 (27.1)       | 1.7 (35.1)        | 9.3 (48.7)        | 17.1 (62.8)       | 21.3 (70.3)       | 24.7 (76.5)       | 25.0 (77.0)       | 21.0 (69.8)       | 13.9 (57.0)       | 5.2 (41.4)        | −1.7 (28.9)       | 10.9 (51.6)       |
| 일일 평균 기온 °C (°F)                                       | −8.8 (16.2)       | −8.2 (17.2)       | −3.3 (26.1)       | 3.6 (38.5)        | 10.2 (50.4)       | 14.8 (58.6)       | 18.8 (65.8)       | 19.4 (66.9)       | 14.7 (58.5)       | 7.9 (46.2)        | 1.3 (34.3)        | −5.4 (22.3)       | 5.4 (41.8)        |
| 일평균 최저 기온 °C (°F)                                     | −15.7 (3.7)       | −15.8 (3.6)       | −9.8 (14.4)       | −2.4 (27.7)       | 3.3 (37.9)        | 8.8 (47.8)        | 13.8 (56.8)       | 14.7 (58.5)       | 9.1 (48.4)        | 2.4 (36.3)        | −2.7 (27.1)       | −10.7 (12.7)      | −0.4 (31.2)       |
| 역대 최저 기온 °C (°F)                                       | −35.1 (−31.2)     | −36.1 (−33.0)     | −32.3 (−26.1)     | −15.8 (3.6)       | −6.0 (21.2)       | −2.1 (28.2)       | 1.5 (34.7)        | 2.7 (36.9)        | −1.0 (30.2)       | −7.5 (18.5)       | −20.9 (−5.6)      | −31.7 (−25.1)     | −36.1 (−33.0)     |
| 평균 강수량 mm (인치)                                        | 36.8 (1.45)       | 28.2 (1.11)       | 37.3 (1.47)       | 42.8 (1.69)       | 62.9 (2.48)       | 64.1 (2.52)       | 126.8 (4.99)      | 143.6 (5.65)      | 147.0 (5.79)      | 118.8 (4.68)      | 95.8 (3.77)       | 60.7 (2.39)       | 964.8 (37.98)     |
| 평균 강설량 cm (인치)                                        | 184 (72)          | 150 (59)          | 139 (55)          | 40 (16)           | 0 (0)             | 0 (0)             | 0 (0)             | 0 (0)             | 0 (0)             | 3 (1.2)           | 82 (32)           | 204 (80)          | 820 (323)         |
| 평균 강수일수 (≥ 1.0 mm)                                     | 14.3              | 11.8              | 12.9              | 10.8              | 10.9              | 9.8               | 12.3              | 12.1              | 14.8              | 16.4              | 18.7              | 18.8              | 163.6             |
| 평균 강설일수 (≥ 3 cm)                                       | 20.3              | 17.9              | 16.9              | 5.9               | 0                 | 0                 | 0                 | 0                 | 0                 | 0.3               | 8.2               | 20.7              | 90.2              |
| 평균 월간 일조시간                                           | 64.9              | 88.7              | 124.4             | 151.3             | 181.9             | 161.4             | 157.4             | 148.2             | 150.2             | 119.2             | 55.5              | 41.7              | 1,443.6           |
| 출처: 일본 기상청 (평년값: 1991년~2020년, 극값: 1978년~현재) |                   |                   |                   |                   |                   |                   |                   |                   |                   |                   |                   |                   |                   |

### 인접한 자치체
- 가미카와 종합진흥국
  - 나요로시
  - 시베쓰시

- 오호츠크 종합진흥국
  - 몬베쓰군 오무정, 니시오콧페촌, 다키노우에정

## 역사
이름은 아이누어의 ‘판케·누카난’(パンケ・ヌカナン, 강 하류의 누카난강)에서 유래한다.
- 1909년 4월 1일 - 2급 정촌제 시행으로 가미나요로촌이 성립하였다.
- 1915년 11월 1일 - 1급 정촌제가 시행되어 가미나요로촌이 나요로촌이 되었다.
- 1924년 1월 1일 - 나요로촌에서 분리되면서 2급 정촌제가 시행되어 시모카와촌이 되었다.
- 1949년 12월 1일 - 정으로 승격해 시모카와정이 되었다.

## 경제

### 농업
낙농업이 활발하다. 벼농사의 북쪽 한계 지대에 가까워 한때 논은 감반 정책으로 대부분이 전작되었다. 주요 농산물은 현지에서 가공되는 토마토 주스용 토마토, 완두 등의 야채, 밀, 메밀소바, 찹쌀 등이다.

### 임업
면적의 약 90%를 삼림이 차지하고 그 80% 이상을 국유림이 차지한다. 개척 당시에는 수운에 의지했지만 철도의 개통으로 수송 효율이 개선되어 간토 대지진의 부흥재 수요 급증으로 번창했다.

### 광업
금·은을 생산하는 산루 광산과 동·아연을 생산하는 시모카와 광산은 모두 현재는 사실상 폐광이 된 상태다. 그 밖에 망간, 티탄, 질 낮은 석탄 등이 확인되고 있다.

## 교통

### 도로
- 국도 239호선